# Шевченківська сільська рада (Конотопський район)
Шевче́нківська сільська́ ра́да — колишній орган місцевого самоврядування в Конотопському районі Сумської області. Адміністративний центр — село Шевченкове.

## Загальні відомості
- Населення ради: 707 осіб (станом на 2001 рік)

## Населені пункти
Сільській раді підпорядковані населені пункти:
- с. Шевченкове
- с. Торговиця

## Склад ради
Рада складається з 12 депутатів та голови.
- Голова ради: Ступак  Микола Андрійович
- Секретар ради: Ступак  Ірина Анатоліївна

### Керівний склад попередніх скликань
| Прізвище, ім'я, по батькові | Основні відомості                                                         | Дата обрання | Дата звільнення |
| --------------------------- | ------------------------------------------------------------------------- | ------------ | --------------- |
| Мелай Тетяна Михайлівна     | Сільський голова, 1957 року народження, освіта вища, член Народної партії | 26.03.2006   | 31.10.2010      |
| Мелай Тетяна Михайлівна     | Сільський голова, 1957 року народження, освіта вища, член Партії регіонів | 31.10.2010   | 25.12.2014      |

Примітка: таблиця складена за даними сайту Верховної Ради України